# Grandville, P.Q.
Grandville, P.Q. (orthographiée Grand'Ville, P.Q.) est une comédie de situation québécoise en sept épisodes de 25 minutes en noir et blanc diffusée entre le 12 avril et le 24 mai 1956 à la Télévision de Radio-Canada.

## Distribution
- Georges Bouvier : Son Honneur le maire
- Juliette Huot : Mignonne Latendresse, sœur du maire
- Juliette Béliveau : Frésildée Pruneau, secrétaire du maire
- Edgar Fruitier : M. Belhumeur
- Guy Hoffmann : cuisinier français
- Marcel Gamache : chef de police
- Dominique Michel : Louloute, jeune personne dans l'âge ingrat, ou adorable, au choix
- Hubert Loiselle : Rocket, la "veste de cuir"
- Solange Robert : serveuse du restaurant
- Denis Drouin
- Mirielle Lachance
- François Lavigne
- Doris Lussier
- Sacha Tarride
- Georges Toupin

## Fiche technique
- Scénarisation : Jean Cloutier, Jean-Claude Deret, Doris Lussier, Gilles Morin, Louis Pelland, Claudine Thibaudeau
- Réalisation : Paul Leduc
- Société de production : Société Radio-Canada

## Épisodes
1. Pilote
2. Campagne sur la moralité
3. On veut marier M. le Maire
4. La Semaine de la santé
5. Les amours de Louloute avec Rocket sont menacées par la serveuse du restaurant
6. (épisode du 17 mai)
7. (épisode du 24 mai)